# جيمس إس. رينز
جيمس إس. رينز (بالإنجليزية: James S. Rains)‏ هو سياسي أمريكي، ولد في 2 أكتوبر 1817 في مقاطعة وارن في الولايات المتحدة، وتوفي في 19 مايو 1880 في تكساس في الولايات المتحدة. انتخب عضو مجلس ولاية ميزوري وانتخب عضو مجلس نواب ولاية ميسوري.